# Brąz FK
Brąz FK (ang. Food Brown 1, E154) − syntetyczny barwnik spożywczy w kolorze brązowym, bardzo dobrze rozpuszczalny w wodzie. Jest mieszaniną sześciu barwników azowych, chlorku sodu lub siarczanu sodu oraz innych barwników.
Jest zakazany w Australii, Austrii, Kanadzie, Finlandii, Irlandii, Nowej Zelandii, Japonii, Szwajcarii, Szwecji, USA, a także w Rosji.

## Zastosowaniespożywcze
Barwnik ten znajduje zastosowanie głównie w produktach rybnych (wędzone ryby oraz konserwy rybne), rzadziej w chipsach czy gotowanej szynce.

## Zagrożenia
Może wywoływać typowe dla barwników azowych działanie niepożądane. Kilka składników tej mieszaniny może być czynnikami mutagennymi. Spożywanie brązu FK w dużych ilościach powoduje jego odkładanie się w nerkach i naczyniach limfatycznych, co może powodować różne powikłania.